# Częstocice
Częstocice (deutsch Günthersdorf, 1945–1947 Włastów) ist ein Ort in der Stadt- und Landgemeinde Wiązów im Powiat Strzeliński der  Woiwodschaft Niederschlesien in Polen.

## Geographie
Das Angerdorf Częstocice liegt fünf Kilometer nordöstlich von Wiązów (Wansen), 18 Kilometer nordöstlich von Strzelin (Strehlen) und 44 Kilometer südöstlich von Breslau in der Nizina Śląska (Schlesische Tiefebene). Westlich von Częstocice fließt die Oława.
Nachbarorte von Częstocice sind im Nordwesten Kalinowa (Kallen) und im Süden Bryłówek (Deutsch Breile).

## Geschichte
Guntersdorff wurde 1317 erstmals erwähnt. 1334 ist es in der Schreibweise Guntheri villa und 1549 als Guntersdorff. belegt
Nach dem Ersten Schlesischen Krieg 1742 fiel Günthersdorf zusammen mit dem größten Teil Schlesiens an Preußen. 1783 zählte der Ort eine katholische Filialkirche, eine katholische Schule, 10 Bauern- und 15 andere Stellen. Die Einwohnerzahl lag damas bei 145.
Nach der Neugliederung Preußens gehörte die Landgemeinde Günthersdorf ab 1815 zur Provinz Schlesien und war ab 1816 dem Landkreis Ohlau eingegliedert, mit dem sie bis 1945 verbunden blieb. 1874 wurde der Amtsbezirk Klein Öls gegründet, zu dem die Landgemeinden Günthersdorf, Kallen, Klein Oels und Tempelfeld sowie der Gutsbezirk Klein Oels gehörten. 1885 zählte der Ort 298 Einwohner, 1933 waren es 337 und 1939 344 Einwohner.
Als Folge des Zweiten Weltkriegs fiel Günthersdorf mit dem größten Teil Schlesiens 1945 an Polen. Nachfolgend wurde es zunächst in Włastów umbenannt und der Woiwodschaft Breslau angegliedert. Die deutsche Bevölkerung wurde, soweit sie nicht vorher geflohen war, weitgehend weitgehend vertrieben. Die neu angesiedelten Bewohner waren zum Teil Heimatvertriebene aus Ostpolen. Die neu angesiedelten Bewohner waren teilweise Zwangsumgesiedelte aus Ostpolen, das an die Sowjetunion gefallen war. 1947 wurde der Ortsname in Częstocice geändert. Seit 1999 gehört es Ort zum Powiat Strzeliński.

## Sehenswürdigkeiten
- Die römisch-katholische Barbarakirche (Kościół św. Barbary) wurde 1334 erstmals erwähnt. Anfang des 17. Jahrhunderts wurde sie im Stil der Renaissance umgebaut. Der Glockenturm mit oktogonalem Aufsatz ist mit einer Laterne und Zwiebelhaube verziert.[5]
- Steinerne Wegekapelle